# Paulina Giebułtowska

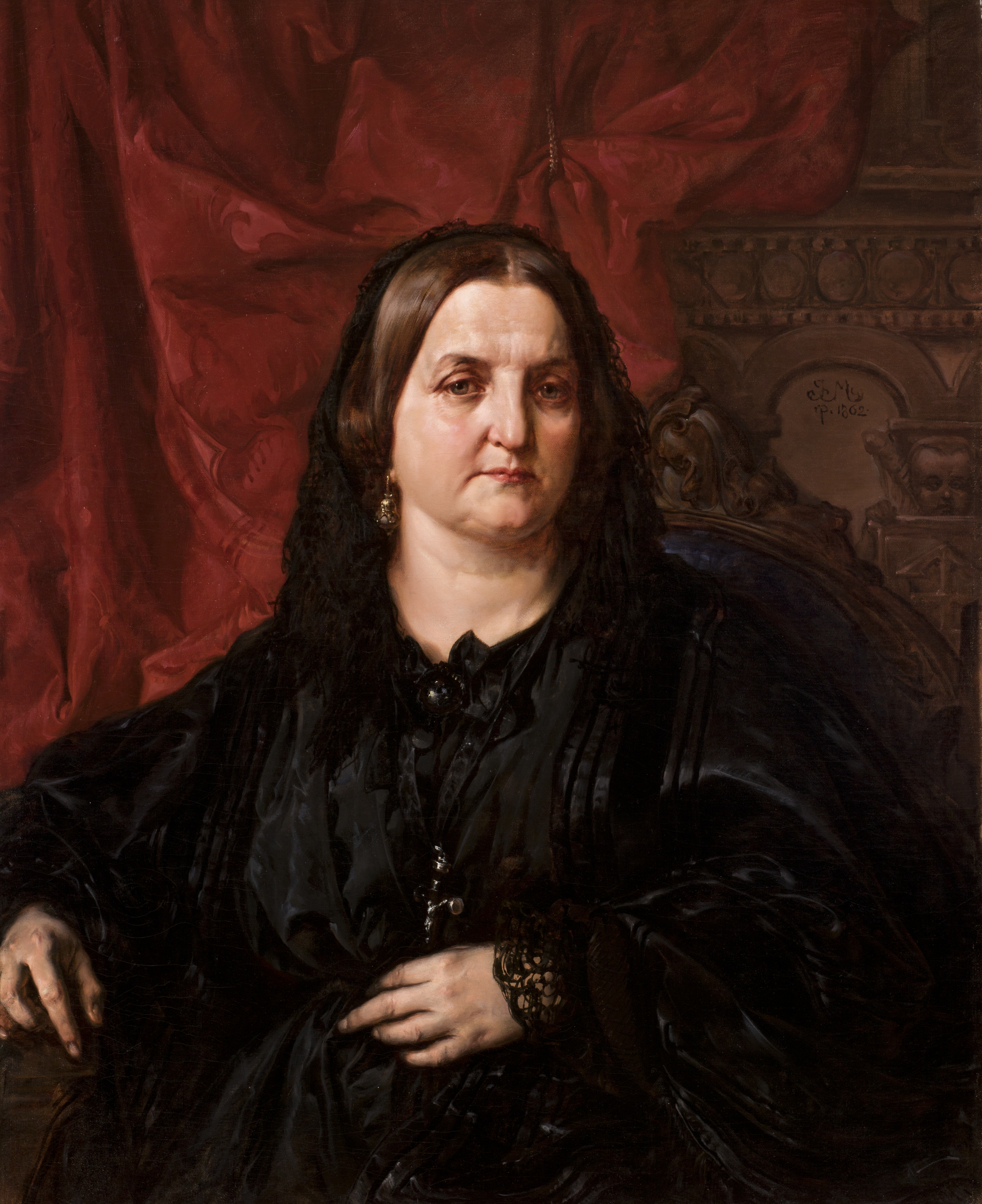
Jan Matejko, Portret Pauliny Giebułtowskiej, 1862 r., Muzeum Narodowe w Krakowie

Paulina Giebułtowska (z Sikorskich) – matka Teodory Giebułtowskiej, związana z rodziną Jana Matejki.

## Życiorys
Paulina była żoną Antoniego Giebułtowskiego, matką Stanisława, Stefana, Joanny i Teodory. Rodzina Giebułtowskich żyła raczej skromnie, raz do roku mieli udawać się w okolice Nowego Wiśnicza, gdzie dom mieli Serafińscy. Paulina ze względu na sytuacje finansową rodziny prowadziła stancje, uczniom lekcji muzyki udzielać miał ojciec Jana Matejki – Franciszek Ksawery Matejko. Zakończyła działalność dopiero po śmierci męża, za namową Leonarda Serafińskiego, męża Joanny, który po śmierci miał sprawować nad nią opiekę. Przeniosła się wówczas wraz z Teodorą, najmłodszą córką do Nowego Wiśnicza w tym okresie zajmowała się jej nauką. 
Podczas powstania styczniowego wraz z Leonardem próbowała dociekać losów syna Stefana, które przez długi czas nie były jasne. Okazało się z czasem, że poległ podczas bitwy pod Miechowem. Janowi Matejce miała odradzać uczestnictwa ze względu na jego słabość fizyczną, jednak pomagała przy organizowanym przez niego transporcie broni do Bochni. 
Rola Pauliny jako matki ujawniła się również przy okazji zaręczyn córki. Teodora początkowo odrzuciła zaręczyny malarza, jednak matka sugerować miała, że grozi jej staropanieństwo. Córka nie mogła zaoferować sporego posagu, by stać się istotną na ówczesnym rynku matrymonialnym, a malarz miał nie zwracać uwagi na majętność panny. Paulina na tę potrzebę miała wynająć mieszkanie przy Karmelickiej, gdzie zamieszkiwała z córką aż do czasu zapowiedzi.